# Cherry Fork
Cherry Fork è una comunità non incorporata (ex villaggio) degli Stati Uniti d'America, situato nello stato dell'Ohio, nella contea di Adams.